# مایکل سانچز (بازیکن فوتبال)
مایکل سانچز (انگلیسی: Michel Sanchez؛ زادهٔ ۱۴ آوریل ۱۹۶۷) بازیکن فوتبال اهل فرانسه است.